# Municipio Vallecillo (Nuevo León)
Koordinaten: 26° 42′ N, 100° 0′ W
Vallecillo ist ein Municipio im mexikanischen Bundesstaat Nuevo León. Der Sitz der Gemeinde ist das gleichnamige Vallecillo. Das Municipio hatte im Jahr 2010 1971 Einwohner, seine Fläche beträgt 1768 km².

## Geographie
Das Municipio Vallecillo liegt im Norden des Bundesstaates Nuevo León, auf etwa halber Strecke zwischen Monterrey und Nuevo Laredo. Das Gemeindegebiet liegt auf eine Höhe zwischen 100 m und 600 m im Einzugsgebiet des Río Bravo del Norte. INEGI rechnet 93 % der Gemeindefläche zur physiographischen Region der Großen Ebenen und 7 % zur Sierra Madre Oriental. Vorherrschender Bodentyp ist mit 51 % der Calcisol. 65 % des Municipios werden von Dornsavanne eingenommen, 33 % werden landwirtschaftlich, vorwiegend viehwirtschaftlich, genutzt.
Das Municipio grenzt an die Municipios Lampazos de Naranjo, Anáhuac, Parás, Agualeguas und Sabinas Hidalgo sowie an den Bundesstaat Tamaulipas.

## Orte
Das Municipio Vallecillo umfasst 91 localidades, von denen fünf mehr als 100 Einwohner aufweisen.
| Orte                   | Einwohner |
| Vallecillo             | 622       |
| Palo Alto              | 284       |
| El Álamo               | 226       |
| Los Colorados de Abajo | 222       |
| San Carlos             | 140       |